# Station Engesvang
Station Engesvang is een station in Engesvang in de Deense gemeente Ikast-Brande. Het station ligt aan de lijn Skanderborg - Skjern. Engesvang werd geopend in 1877. Het huidige stationsgebouw dateert uit 1914 en is een ontwerp van Heinrich Wenck. 
Volgens de dienstregeling 2015 rijdt op werkdagen ieder uur een trein richting Skanderborg - Aarhus en in de richting Herning en Skjern. 